# Orphnus usambaricus
Orphnus usambaricus är en skalbaggsart som beskrevs av Rudolph Petrovitz 1971. Orphnus usambaricus ingår i släktet Orphnus och familjen Orphnidae. Inga underarter finns listade i Catalogue of Life.